# El Grove
El Grove u Ogrobe (oficialmente y en gallego O Grove) es un municipio y una península situada en la parte occidental de la comarca de Salnés (provincia de Pontevedra), a la entrada de la ría de Arosa, en el noroeste de España. Su gentilicio es grovense (tanto en español como en gallego), groveiro u ogrovense (en gallego), aunque sus habitantes son popularmente más conocidos como mecos.

## Etimología
El topónimo Ogrobe está bien documentado y desde antiguo: «et ecclesiam Sancti Uincentii in insula Ocobre cum dextris suis» (899, San Vicente de El Grove.)
Procede, pues, del término Ocobre (forma terminada en -obre, como muchas otras: Añobre, Barallobre, Canzobre, etc). Su forma original es, pues, Ogrobe (todo junto), habiendo sufrido en épocas más recientes, y fruto de un proceso de castellanización de topónimos totalmente ajeno a la evolución natural etimológica, la segmentación de la vocal inicial «O-», al confundirse ésta con el artículo singular masculino en gallego y ser traducida por «El». Estos falsos cortes se han producido también en otros topónimos gallegos mal castellanizados, como Agolada > A Golada > La Golada > Golada.
En cualquier caso, existe una disputa nunca resuelta entre los partidarios de la forma oficial (O Grove) y los defensores de las formas «Ogrove» y «Ogrobe». Los primeros lo defienden basándose precisamente en su oficialidad y en el hábito escrito, y los segundos alegan que estas son las formas no deturpadas del topónimo. Asimismo, tampoco se llega a acuerdo sobre si debe ser escrito con «b» o con «v». Por un lado, se alega que el topónimo procede de la palabra prerromana Ocobre o Ocóbriga, debiendo ser por este motivo escrito con «b». Los defensores de la «v» se basan, por el contrario, en que la evolución del gallego desde el latín es la única causante de esta disputa, extremo siempre negado por los defensores de la «b».

## Geografía

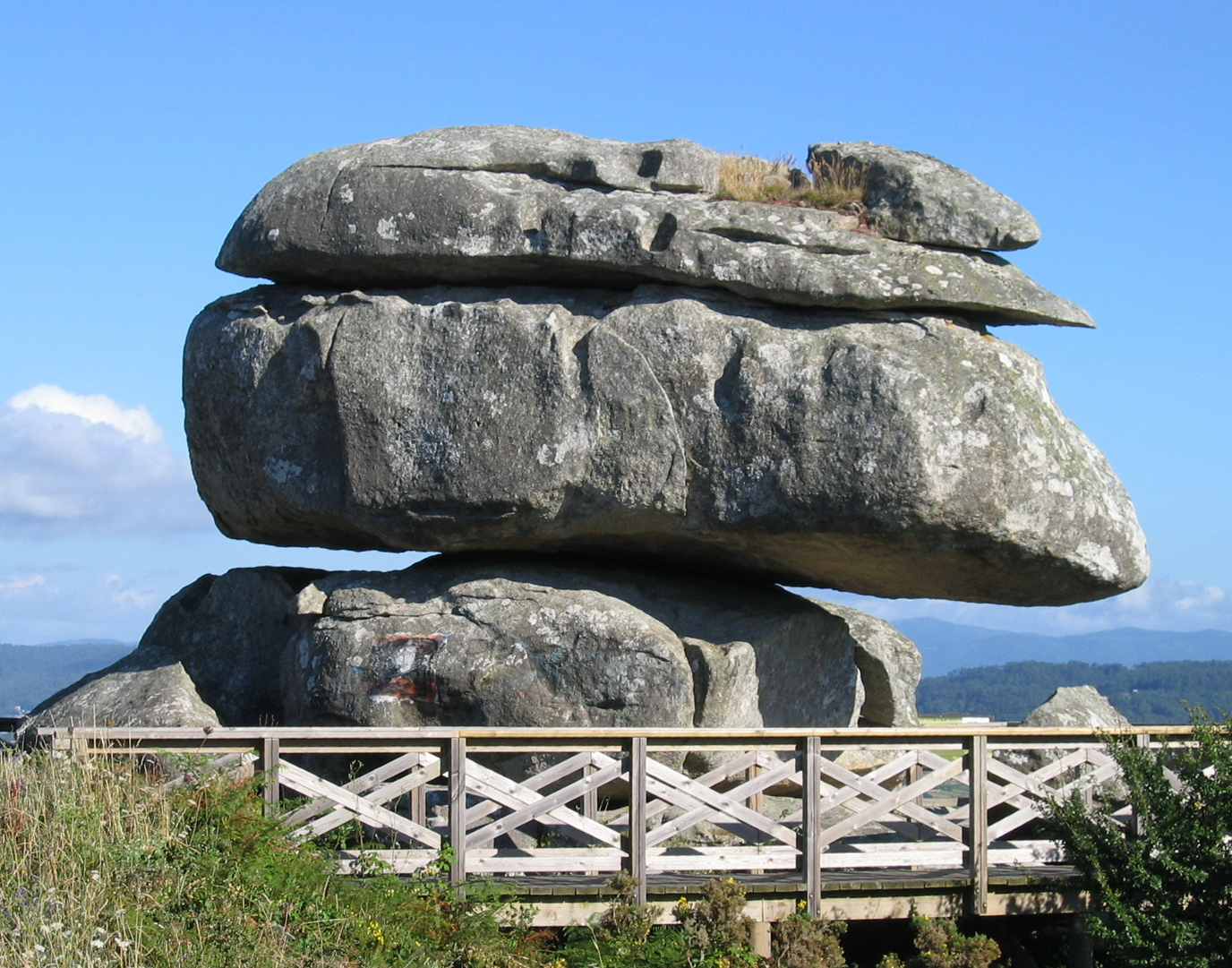
Piedra caballera en la cima del monte Siradella.

Es una pequeña península de 21,89 km cuadrados, unida a tierra firme a través de un istmo conocido como O Bao, que da lugar a la playa de la Lanzada en su parte occidental y a la amplia marisma del complejo intermareal Umia-El Grove en su parte oriental, que lo conecta con el municipio de Sangenjo. Asimismo, en El Grove se encuentra la pequeña isla de La Toja a la que se accede por un puente de principios del siglo XX.
El istmo de El Grove, con unos 2 km de longitud y unos 500 m de anchura en el centro y casi 1 km en la parte más ancha, al norte, es un depósito de arena procedente del río Umia, por un lado, y de la corriente marina predominante del sur, por otro. El conjunto de estos dos fenómenos facilitó el depósito de arena en forma de cordones de dunas litorales paralelas a la costa. Es de formación relativamente reciente: el primer mapa que representa El Grove como península es de 1784, mientras que otro mapa de 1632 lo representaba todavía como una isla.
Las alturas máximas del pueblo están representadas por el monte Siradella, de 167 m de altitud, y el monte Con da Garda, de 95 m.
En cuanto a la hidrografía, El Grove solo cuenta con pequeños regatos en diferentes puntos de la península, entre los que destaca el Rasoeiro, hoy canalizado en su desembocadura en el casco urbano. Resulta más significativa la laguna de A Bodeira, situada en la costa norte de la península, única laguna costera de agua dulce de la provincia de Pontevedra. Está incluida en el ámbito del Complejo Intermareal Umia-El Grove.

## Parroquias y barrios
Se divide en dos parroquias:
| Parroquia               | Barrios |
| San Martín              | Ardia, Boibas, Borreiros, Campos, Cantodorxo, La Carballeira, El Con, Estonllo, Fontiña, La Graña, El Grove, Lordelo, Meloxo, Los Pardiños, Peralto, El Puerto de Meloxo, Rons, Sineiro, Tierra de Porto, La Toja, La Viña de Millán, Vento, Vilavella, Virgen de la Mareas       |
| San Vicente de El Grove | La Area, Balea, Balea Marítima, Los Cacheirás, Los Campos, El Carreiro, Los Carríns, Los Coupríns, La Fuente, La Gandariña, La Granja, La Iglesia, La Lanzada, Montemar, El Outeiro, Piedras Negras, Pereiriña, Los Quinteiros, Reboredo, San Vicente del Mar, Temperán, La Torre |

## Historia
La isla de El Grove estuvo poblada durante la romanización de Galicia, como lo testifican los restos de una ciudad romana en Adro Vello, posteriormente usada en la Edad Media como camposanto. Las primeras referencias documentales datan del siglo VI y sitúan las tierras de El Grove bajo la jurisdicción de la diócesis compostelana. Asimismo, el rey Ordoño II le entregó en el siglo X las salinas de Noalla (Sangenjo) junto con las tierras de la isla de El Grove, con sus vidas, iglesia y pertenencias. Por otro bando, el obispo Sisnando II le entregó al monasterio de San Martín Pinario la iglesia de San Vicente de El Grove, con sus tierras y habitantes. De este modo, el arzobispo de Santiago nombraba, todavía en el siglo XVII al alcalde de El Grove, un procurador general, un regidor para los asuntos de tierra y otro para los del mar. No fue hasta mediados del siglo XIX cuando un decreto de las Cortes redujo sus derechos al nombramiento de los curados de San Vicente y San Martín.
El hecho más relevante en la historia moderna de El Grove fue la peste bubónica, que entró por el puerto de El Grove en 1562, extendiéndose rápidamente por la ría de Arosa y por toda Galicia.
Otros factores que influyeron decisivamente en su demografía y economía fueron los frecuentes ataques musulmanes y normandos, tanto en el propio El Grove como a lo largo de toda la ría de Arosa, y más tarde, ya en el siglo XVIII, los de los piratas británicos.
La promulgación de la Constitución de 1812 permitió que El Grove se convirtiese en municipio en 1822, perteneciente a la provincia de Vigo. Pero esta situación solo duró un año, al ser restaurado el Antiguo Régimen por Fernando VII en 1823. Por fin, en 1835, se recuperó el estatus de municipio.

## Demografía
El Grove cuenta con una población de 10 821 habitantes (INE 2024).
| Gráfica de evolución demográfica de O Grove entre 1842 y 2021                                                       |
| |
| Población de derecho según los censos de población del INE Población de hecho según los censos de población del INE |

### Economía
Tradicionalmente, El Grove ha sido un pueblo dependiente del mar y sus productos: pesca de bajura, criaderos de mejillón y otros bivalvos, o la industria conservera, representando la agricultura un porcentaje mucho menor.
Sin embargo, desde los años 80 el turismo constituye una fuente de ingresos cada vez mayor, que se traduce en un gran número de hoteles y restaurantes de todas las categorías y un crecimiento constante del sector servicios. El turista no solo dispone de diversas playas sino que puede gozar de otras actividades de ocio, como rutas de senderismo, un Acuario (uno de los dos existentes en Galicia), el Museo de la Salazón, paseos en barco por la ría, bulliciosa fiesta nocturna y fiestas gastronómicas tan importantes como la Fiesta del Marisco o la Fiesta de Exaltación de la Centolla. Además de la importante actividad termal de los balnearios incluidos en los lujosos hoteles de la Isla de La Toja, y de su casino y campo de golf.
De hecho, El Grove está catalogado como Municipio de Excelencia Turística. En la zona costera del sur de la península, así como en la citada Isla de La Toja, existen diferentes urbanizaciones que acogen buena parte de los turistas que veranean en el municipio, con bloques de apartamentos junto a chalets de lujo. Ademáis, en la parroquia de San Vicente de El Grove encontramos un puerto deportivo utilizado, en gran parte, por los veraneantes y visitantes asiduos a la península.

## Administración y política
| Periodo   | Nombre                                                                     | Partido                                   |
| --------- | -------------------------------------------------------------------------- | ----------------------------------------- |
| 1979-1983 | Xoaquín Álvarez Corbacho (1979-1981) José María Mourelos Muñiz (1981-1983) | Partido Comunista de España               |
| 1983-1987 | José Alfredo Bea Gondar                                                    | Convergencia de Independientes de Galicia |
| 1987-1991 | José Alfredo Bea Gondar                                                    | Convergencia de Independientes de Galicia |
| 1991-1995 | Luis Caamaño Prol                                                          | Centro Democrático y Social               |
| 1995-1999 | José Antonio Galiñanes Mascato                                             | PSdeG-PSOE                                |
| 1999-2003 | Miguel Ángel Pérez                                                         | Partido Popular de Galicia                |

Pleno del Concello tras las elecciones del 26 de mayo de 2019.

| 2003-2007 | Miguel Ángel Pérez                                                         | Partido Popular de Galicia                |
| 2007-2011 | José Antonio Cacabelos                                                     | PSdeG-PSOE                                |
| 2011-2015 | Miguel Ángel Pérez                                                         | Partido Popular de Galicia                |
| 2015-2019 | José Antonio Cacabelos                                                     | PSdeG-PSOE                                |
| 2019-2023 | José Antonio Cacabelos                                                     | PSdeG-PSOE                                |

| Resultado elecciones municipales del 26 de mayo de 2019 en El Grove |       |            |            |
| Nombre                                                              | Votos | Porcentaje | Concejales |
| Partido dos Socialistas de Galicia                                  | 3010  | 51,51 %    | 10         |
| Partido Popular de Galicia                                          | 1096  | 18,75 %    | 3          |
| Esquerda Unida                                                      | 847   | 14,49 %    | 2          |
| Bloque Nacionalista Galego                                          | 595   | 10,18 %    | 2          |
| Partido Galeguista Demócrata                                        | 226   | 3,87 %     | 0          |

### Evolución de la deuda viva
El concepto de deuda viva contempla solo las deudas con cajas y bancos relativas a créditos financieros, valores de renta fija y préstamos o créditos transferidos a terceros, excluyéndose, por tanto, la deuda comercial.
| Gráfica de evolución de la deuda viva del ayuntamiento entre 2008 y 2014                             |
| |
| Deuda viva del ayuntamiento en miles de Euros según datos del Ministerio de Hacienda y Ad. Públicas. |

La deuda viva municipal por habitante en 2014 ascendía a 391,85 €.

## Patrimonio artístico
El Plan General de Urbanismo de El Grove catalogó en 2004 un total de 320 elementos merecedores de protección: 10 de tipo arqueológico, 34 de tipo arquitectónico y 276 de tipo etnográfico.

### Patrimonio arqueológico
Los restos arqueológicos presentes en la península de El Grove están representados principalmente por la necrópolis de Adro Vello (en la parroquia de San Vicente), pero no son los únicos. El vestigio arqueológico más antiguo del que se tiene noticia está hoy desaparecido. Consistía en un molde de arcilla para fundir machetes de bronce. En el extremo más occidental de la península están los restos de un castro provisto de muralla perimetral, que dio lugar al topónimo O Castriño. No está excavado. Al lado del monte Siradella hay otro castro (probable origen también del topónimo: cidadella) del que solo quedan los restos de las murallas y la base de algunas casas castrexas. Ya en la costa nororiental existen restos de una necrópolis en Cantodorxo, hoy parcialmente ocupados por una fábrica de conservas, en la que se encontraron sepulcros de teja de la época tardorromano y los restos de dos chicos y un adulto (este con un clavo en el cráneo y otros en los pies); también se encontraron vasijas de barro y molinos de mano.
En el lugar de Estonllo también se encontraron restos de otra necrópolis.

### Arquitectura religiosa

#### Iglesia de San Martín
A principios del siglo XVII, la iglesia de San Martín contaba con unos doscientos feligreses, mientras que la iglesia de San Vicente contaba con cuarenta y cuatro feligreses.
La primera es la más próxima al actual núcleo urbano de El Grove y está situada en el barrio de Vilavella. Esta iglesia fue construida aprovechando los muros de una edificación anterior y algunos otros materiales. De planta rectangular, con dos capillas laterales (la de la derecha dedicada a San José, la de la izquierda al Cristo), es de proporción románica.
La única nota de interés artístico de esta construcción de San Martín es el arco apuntado con decoración de comienzos del siglo XVI, en cuya mitad superior se sitúan, en el sentido del arco, las figuras de los doce apóstoles, con la figura de Cristo en la dovela central. La reedificación del siglo XVIII añadió un suntuoso coro alto con balaustrada barroca y la torre, con decoración con placas. El presbiterio está totalmente renovado con criterios actuales, con columnas salomónicas enramadas, que recuerda al estilo barroco compostelano.

#### Iglesia de San Vicente
El Libro de la fábrica de San Vicente, que se inicia en el año 1688, habla de la actual iglesia. Situada en la misma playa de Carreiro, se trasladó más tarde, concretamente en 1771. Para los estudiosos del tema, resulta extraño el traslado de la iglesia a un lugar tan alejado de los núcleos de población, aunque es posible que obedeciese a razones de tipo religioso. En realidad, no se trasladó a un lugar más alejado, sino que se acercó a las casas de los parroquianos, quienes a partir de ese momento podían ver el edificio desde la distancia. El lugar escogido no tiene misterio alguno. En primer lugar, se acercó a la casa rectoral, construida unos años antes a escasos metros de la actual iglesia. En segundo lugar, su ubicación responde a algo tan simple como que esos terrenos eran, por aquel tiempo, los únicos de los que disponía en propiedad el obispado de Santiago para tal menester, tal y como se puede deducir de una minuciosa lectura del Catastro de Ensenada, el cual recoge la distribución de la propiedad de la parroquia. Su planta es rectangular y la capilla mayor de crucería de simple diagonal. En el cuerpo de la iglesia, la bóveda es de cañón. Las únicas notas decorativas están dadas por el jambaje barroco de la portada y la suntuosa balconada del coro, con arquillos laterales. La torre se yergue en el centro de la fachada, también en un sencillo barroco de placas.

#### Iglesia de San Julián
La Iglesia de La Toja. En esta iglesia, con capilla de estilo moderno, perdura el culto al mártir San Sebastián, de forma prácticamente ininterrumpida desde el siglo XII. Esta capilla es conocida por su original cubierta de conchas de Vieira, que, con el tiempo, han sido firmadas y marcadas por los visitantes de la isla, así como por las parejas que se casaron en dicha capilla.

### Arquitectura civil

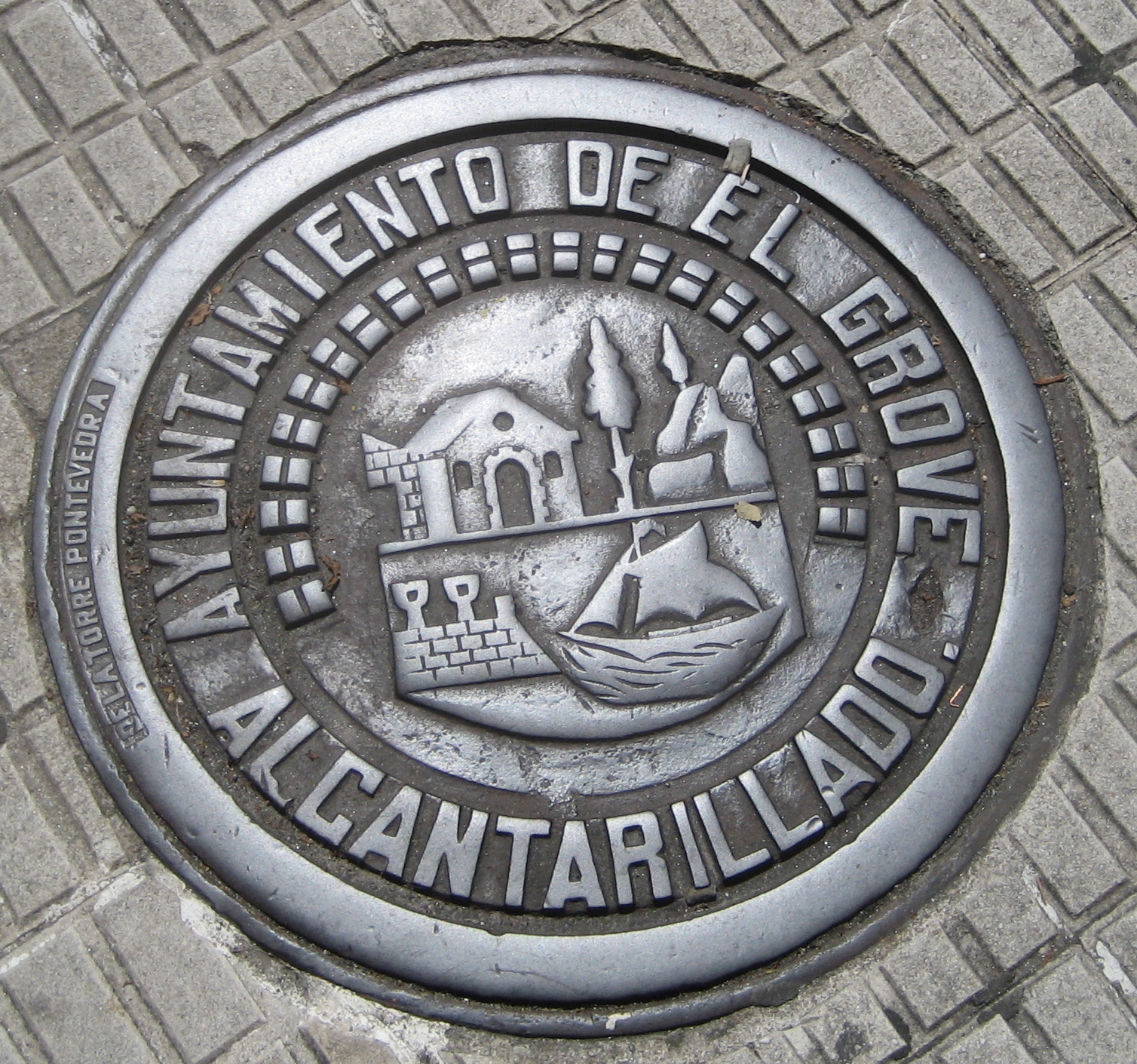
Tapa de registro (El Grove)

Entre las construcciones más significativas podemos destacar las siguientes:
- Gran Hotel de La Toja
- Puente de La Toja
- Pazo del Sineiro
- Casa del conde
- Casa torre de Escuredo
- Casa la Celestina
- Casa del ayuntamiento

### Esculturas
Desde 1990, y coincidiendo con la Fiesta del Marisco, el ayuntamiento de El Grove organiza un Simposium Internacional de Escultura, con la particularidad de que las esculturas seleccionadas pasan a formar parte del patrimonio artístico del municipio y hoy adornan espacios públicos como parques, jardines, calles y paseos marítimos de todo el ayuntamiento.

## Patrimonio natural

### Complejo Intermareal Umia-El Grove
Hay que destacar el centro de interpretación de la Naturaleza, situado en lo alto del monte Siradella, en el que se puede visitar una interesante muestra de la riqueza natural de la ensenada. Depende de la Consejería de Medio Ambiente.

### Flora
La flora presente en El Grove tiene poco que destacar. Los antiguos robles que hubo en la península fueron substituidos por plantaciones agrícolas de eucaliptos o pinos, que son los que hoy dominan toda la superficie forestal, quedando solo algunos pies sueltos de robles, castaños y alguna sobrera. En general, la flora que se puede observar en los espacios no cultivados es de carácter antropogénico. Sin embargo, la vegetación del istmo de O Bao, tanto en la zona arenosa cono en los bordes de la marisma, es especialmente interesante por la abundancia de especies propias de la duna y de la zona salobre, algunas de ellas endémicas de esta zona (como la Cistanche phelipaea o cierta variedad de orquídea).

### Fauna
La riqueza faunística de El Grove se debe principalmente a la abundancia de aves marinas, sedentarias o migratorias, presentes en el ya citado Complexo Intermareal. En los bordes de la ensenada hay distribuidos varios observatorios ornitológicos, tanto en la costa grovense como en la de Sangenjo y Meaño. Asimismo, no faltan, naturalmente, otras aves comunes que no están ligadas al medio marino. Otros grupos animales, como anfibios, reptiles o mamíferos, así como los invertebrados, también están presentes en su territorio. En las aguas de la costa hay una variada representación de moluscos, crustáceos y peces, así como la presencia constante de mamíferos marinos (delfín común, tonina y arroaz) o esporádica de otras especies de este grupo (ballenas) o de tortugas marinas.

### Playas

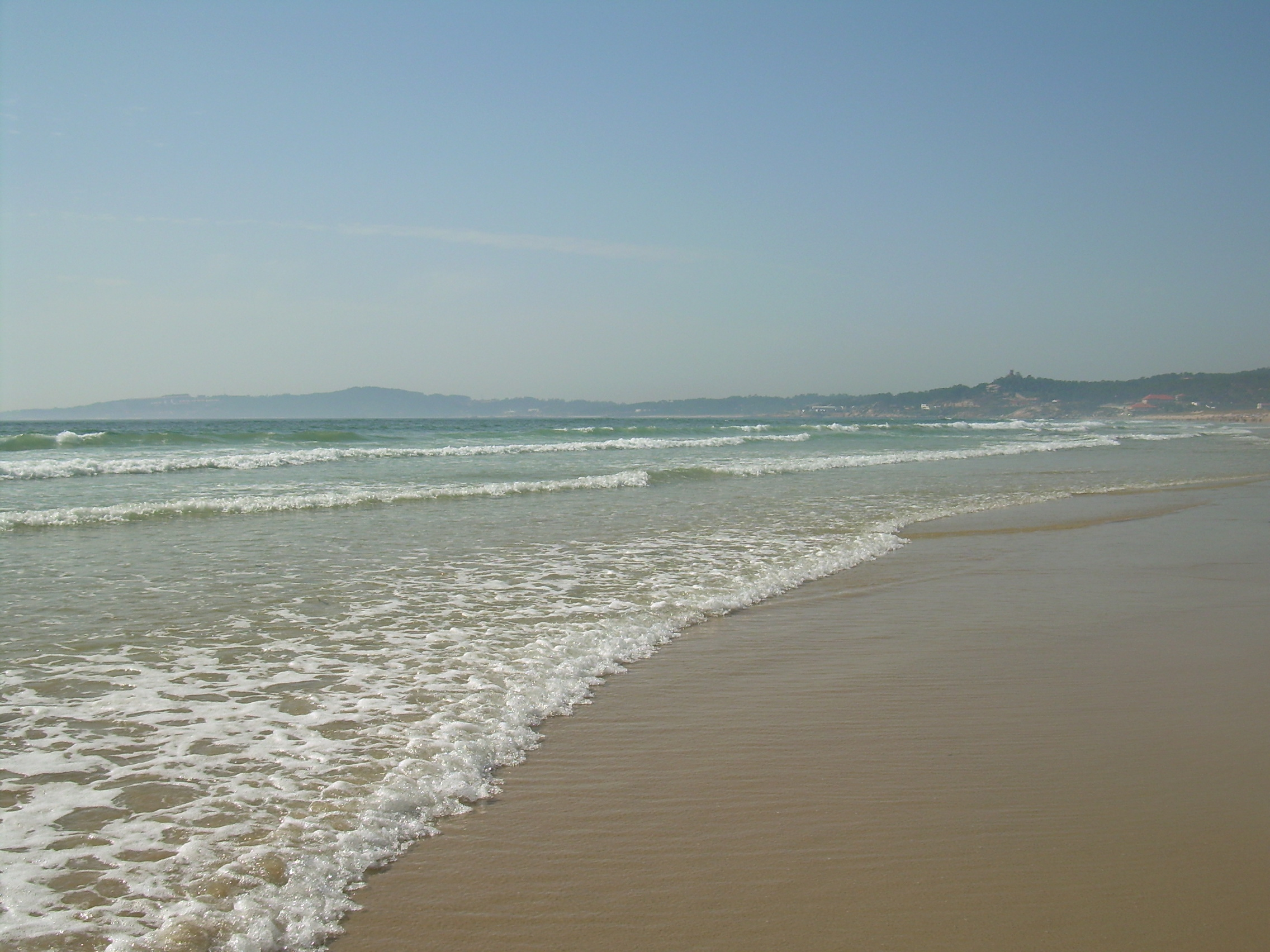
Playa de la Lanzada.

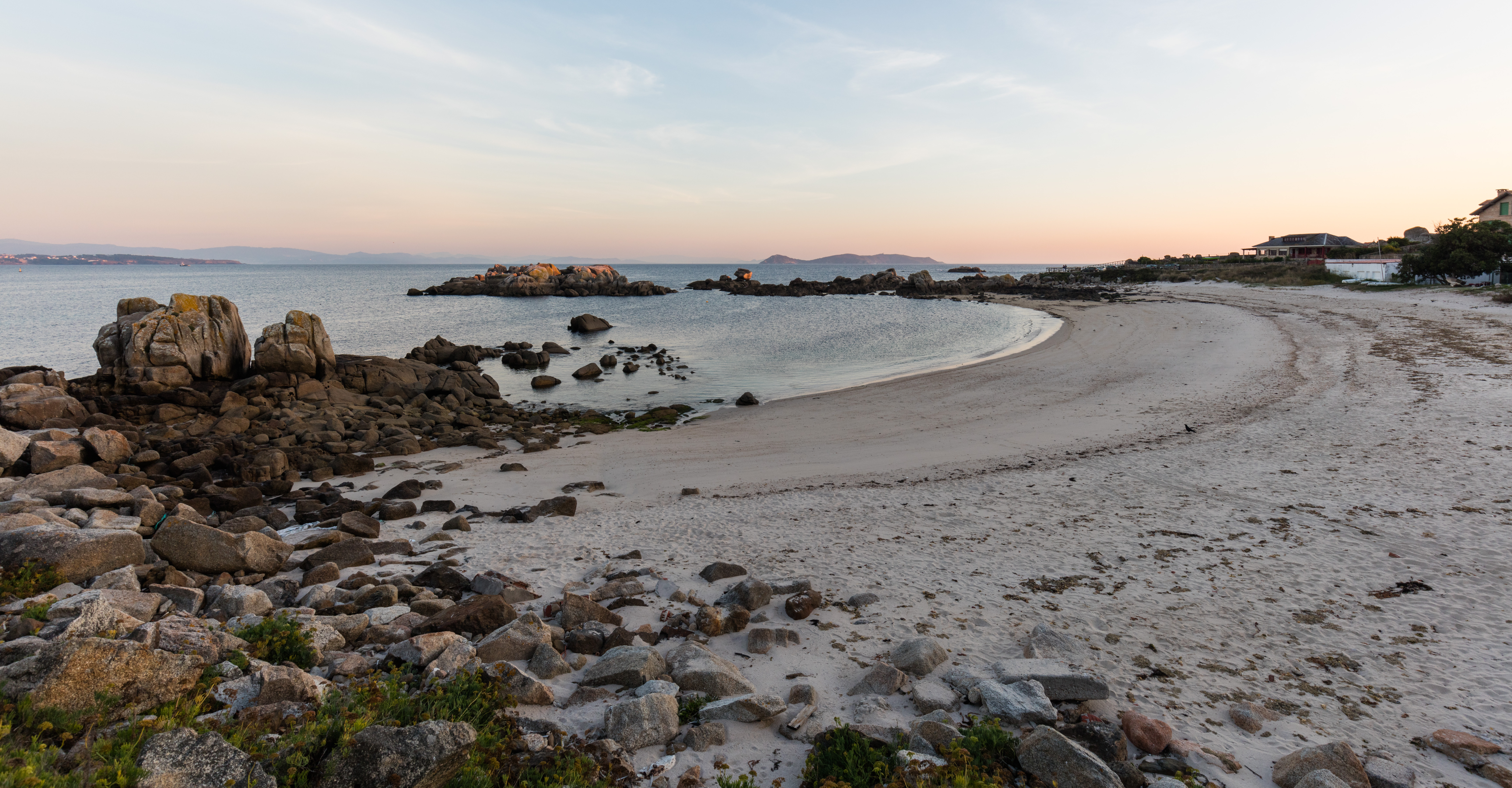
Playa en San Vicente al caer el sol.

Al ser El Grove una península y estar rodeada casi totalmente por el mar, posee un elevado número de playas, la mayoría de ellas de arena fina y aptas para el baño y descanso. En la siguiente relación se ordena las playas en el sentido de las agujas del reloj. Seis de ellas recibieron en 2013 el distintivo de Bandera Azul:
- Playa de La Lanzada
- Playa de Raeiros (o Paxareira)
- Playa Sobre do Pozo
- Playa Area da Cruz
- Playa Seixeliño
- Playa do Portiño
- Playa do Espiño
- Playa Burato da Londra
- Playa Farruco
- Playa de A Barrosa
- Playa de A Fervide
- Playa Canelas
- Playa Aguieira
- Playa Cuazos
- Playa de Con Negro
- Playa de A Poza
- Playa Barreiro
- Playa de Castiñeiras
- Playa Pateiro
- Playa Balea
- Playa de O Carreiro
- Playa de O Barreiriño (o de Os Franceses)
- Playa de Barcela
- Playa de Area Grande
- Playa de O Piñeirón
- Playa de A Mexilloeira
- Playa de As Pipas (Area de Reboredo)
- Playa Lavaxeira
- Playa de Os Padroneses
- Playa de Con Roibo
- Playa de Rons
- Playa de Confín
- Playa del Puente de La Toja (A Ponte Norte e A Ponte Sur)
- Playa Mourisca
- Playa punta das almas la toja
- Playa de la Graña
- Playa Vilamarín
- Playa del Guernal

### Rutas de senderismo

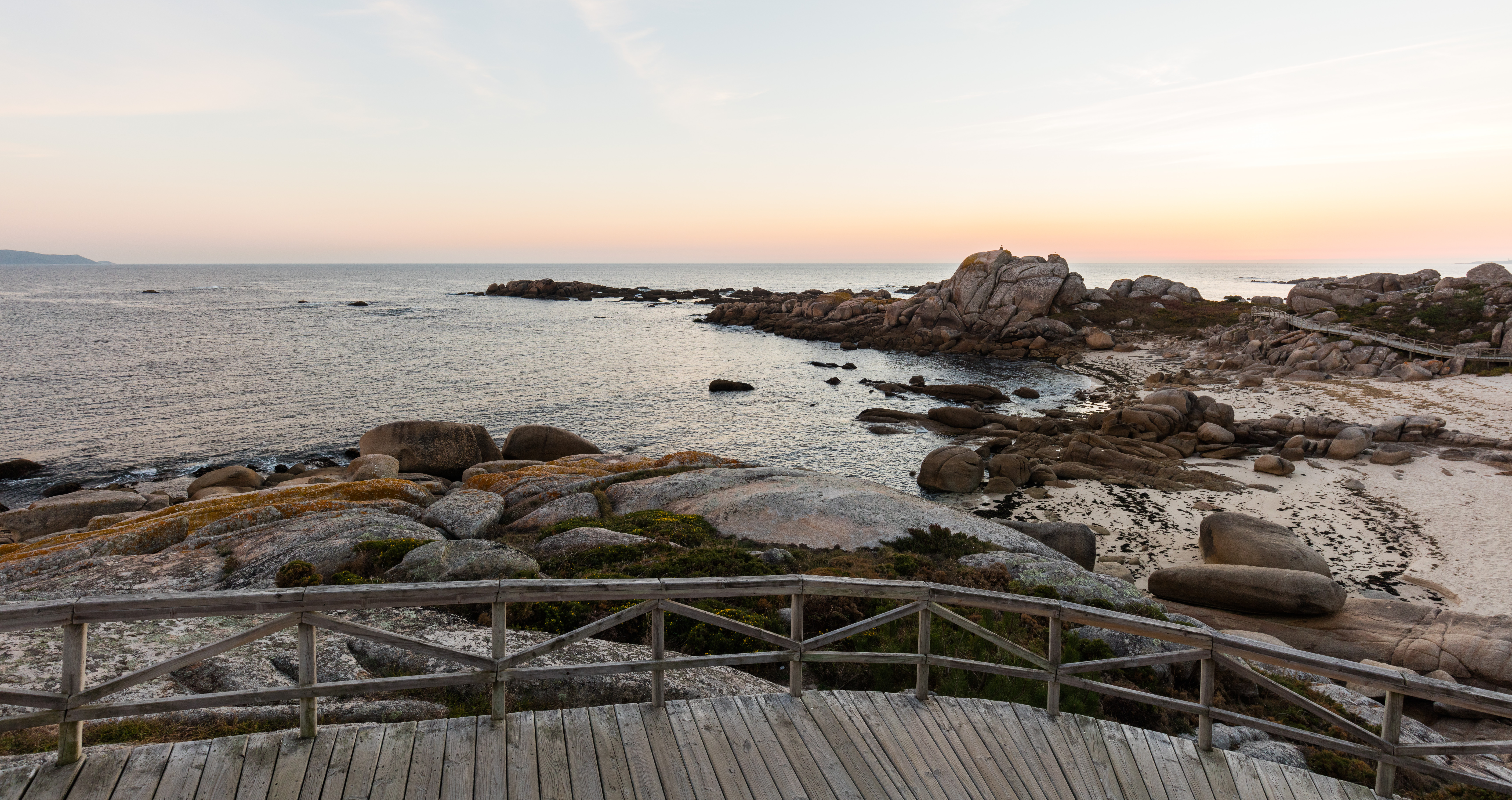
Sendero en San Vicente do Mar.

- Ruta de Os Lagarteiros: comienza en las inmediaciones del centro de interpretación de la Siradella y recorre, durante unos 2 km, los macizos graníticos centrales de la península. Se llama así porque durante su recorrido es fácil observar el vuelo de alguna lagartija o peneireiro (Falco tinnunculus), frecuente en esta zona. También ofrece espectaculares vistas del istmo de La Lanzada.
- Ruta de O Con Negro: recorre la costa oeste de la península. Comienza en la playa de O Barreiro y sigue cara al sur hasta la urbanización de Pedras Negras, en San Vicente do Mar.
- Ruta de la laguna A Bodeira: Además de las rutas descritas, pueden recorrerse dos paseos de madera bordeando la costa. El primero va desde San Vicente do Mar hasta la batería militar inmediata a la zona del Con Negro. Todo el camino va entre rocas graníticas bordeando el mar abierto. El segundo recorre toda la playa de La Lanzada, desde la zona llamada Sanatorio, al norte, hasta entrar en el municipio de Sangenjo. En noviembre de 2007, la Dirección General de Costas aceptó la propuesta del gobierno municipal de construir una senda peatonal que recorra todo el perímetro de la península, si bien en 2022 sigue sin llevarse a cabo.

## Deportes

### Instalaciones
- Campo de fútbol Monte de la Villa (hierba sintética)
- Campo de fútbol de Lampáns (hierba sintética)
- Pabellón municipal Monte da Villa (Caucho sintético)
- Pabellón de usos compartidos de Monte da Villa 2
- Pabellón náutico de El Grove
- Pabellón náutico de Rons
- Estación náutica de Pedras Negras
- Club de remo Amegrove
- Club de remo Mecos
- Pista polideportiva de Tierra de Porto
- Pista polideportiva de Sineiro
- Campo de Golf La Toja
- Pistas de tenis La Toja
- Escuela de Surf, playa de La Lanzada

### Equipos
- Unión Sociedad Deportiva (fútbol)
- Sociedad Deportiva Amanecer (fútbol)
- Club Balonmano Rasoeiro (balonmano)
- Mecos F.G. (fútbol gaélico)
- Club de Remo Mecos
- Amegrove Club de Remo
- Club Marítimo Deportivo Cultural Breogán (piragüismo y ajedrez)
- Club Dorna Meca (vela tradicional)
- Club Escuela de Vela El Grove
- CPM O Isco (pesca deportiva)
- Club Baloncesto O Grove
- Atletismo Venturiña de Grove
- Agrupación Ornitológica DS
- Chapelo Racing (Montain-Bike)
- Sociedade de Caza San Martín
- Motoclub Sentolos Rasing
- Club Marítimo Deportivo San Martín del Grove
- Club Baloncesto O Meco
- Club Piragüismo O Grove

## Turismo

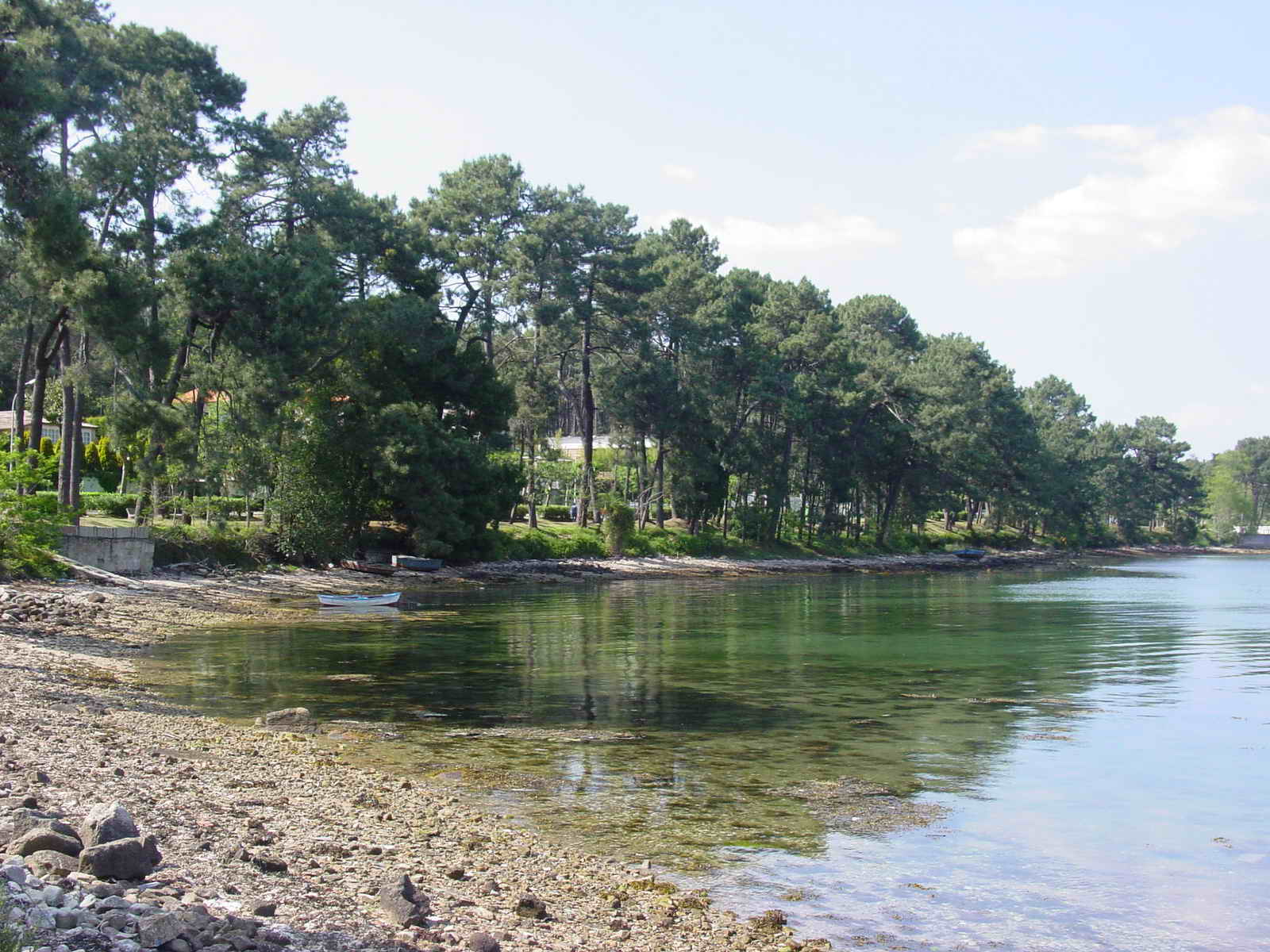
Isla de La Toja.

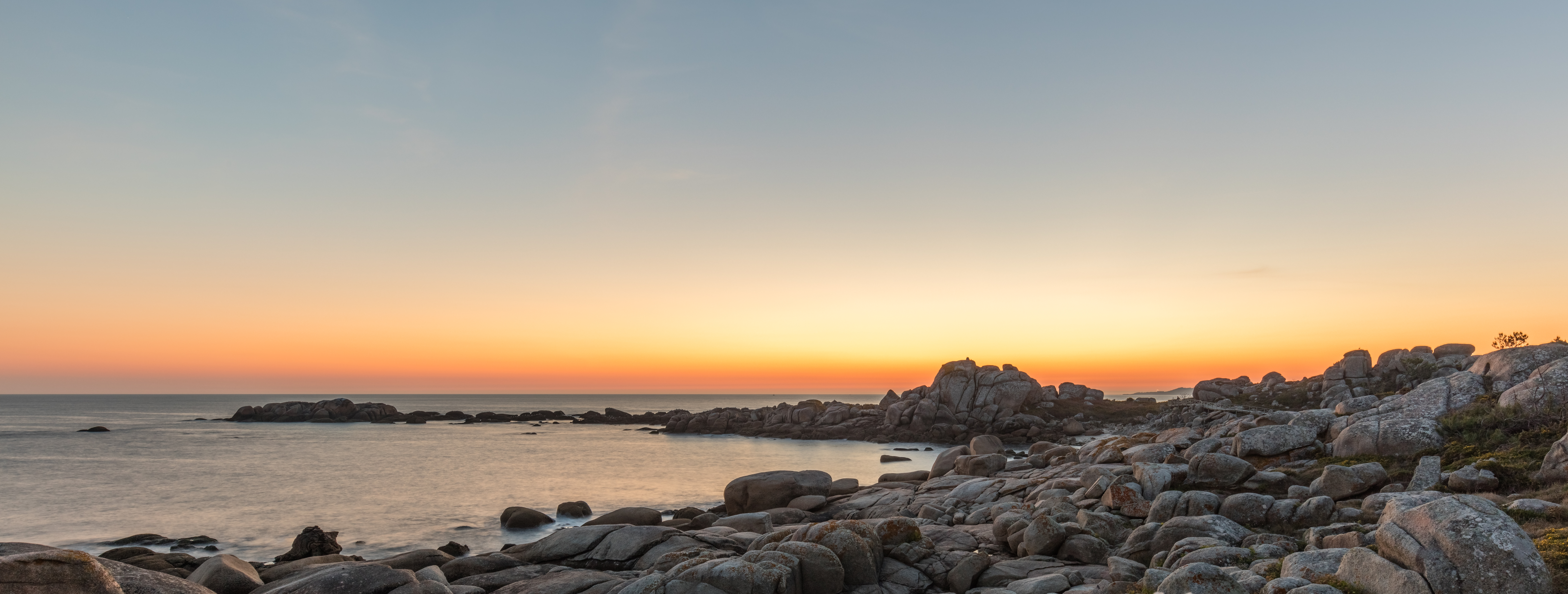
Puesta de sol en la costa de la parroquia de San Vicente, El Grove.

El Grove es un municipio de excelencia turística, con abundantes hoteles y cámpines.
En la parroquia de San Vicente de El Grove se encuentran la mayoría y más bonitos arenales naturales del municipio, es aquí donde encontramos la zona turística de San Vicente do Mar y Pedras Negras, que junto con el puerto deportivo y su paseo marítimo, hacen de este paraje el lugar preferido de los bañistas.
- Playa de la Lanzada.
- Subida al monte Siradella con la piedra cabaleira.
- Mirador Con da Hedra
- Zona arqueológica do Carreiro
- Museo da Salazón (museo del mar)
- Barcos de paseo por la Ría
- Isla de La Toja.
- Zona de Pedras Negras
- San Vicente del Mar
- Con Negro
- Acuario de El Grove

La gente busca en El Grove, no solo un lugar de descanso playero, sino también un turismo gastronómico: marisco y otros enseres del mar sobre todo.

## Fiestas locales
- Fiesta del Marisco (primera quincena de octubre, coincidiendo con el puente de Pilar del 12 de octubre, Día de la Fiesta Nacional de España)
- Fiesta del Carmen (Patrona de los marineros, el 16 de julio)
- San Martín (Patrón de El Grove, el 11 de noviembre)
- San Vicente (Patrón de San Vicente de El Grove, el 22 de enero)